# 山地太阳瓶子草
山地太阳瓶子草（学名：Heliamphora collina）是委内瑞拉洛斯·特斯提哥高地（Los Testigos Massif）特有的食虫植物，但其也可能存在于东部的普塔里山（Ptari Tepui）。其种加词“collina”来源于拉丁文“collis”，意为“山地”，指其原生地环境。其海拔分布范围为1700米至1825米。